# نجدت أوزيل
نجدت أوزيل (بالتركية: Necdet Özel)‏: هو رئيس أركان الجيش التركي الثامن والعشرين منذ 2011، وحتى أغسطس 2015. وكان قد شغل قبل ذلك منصب قائد قوات الأمن التركية. ولد أوزيل عام 1950 بأنقرة، والتحق بالأكاديمية العسكرية التركية، وتخرج منها عام 1970. رُقي في عام 1999 إلى رتبة جنرال، وفي 2003 أصبح برتبة فريق. شغل أوزيل بعد ذلك منصب قائد القوات البرية التركية، وعين قائدًا لقوات الأمن التركية من 29 يوليو 2011، وحتى أغسطس 2011. واختاره مجلس الشورى العسكري التركي الأعلى ليكون رئيسًا لأركان الجيش التركي. واستمر في منصبه حتى أغسطس 2015؛ حيث خلفه في المنصب خلوصي آكار.